# 伊勢海老汁
伊勢海老汁（いせえびじる）は、イセエビを主な具とした味噌汁のことをいう。
伊勢海老の身はぶつ切りにし、基本的に姿形にはこだわらない。このため、安価な角の折れた伊勢海老などが使用されることが多い。これらの海老は殆ど地元で消費されるため、ほとんど市場には出回らない。
このような事情があるため、水揚げのある市町村以外では高価な海老を使用することになり、ほとんど水揚げのある地域の郷土料理と化している。